# Wings of Fire
 (septembre 2022).
Si vous disposez d'ouvrages ou d'articles de référence ou si vous connaissez des sites web de qualité traitant du thème abordé ici, merci de compléter l'article en donnant les références utiles à sa vérifiabilité et en les liant à la section « Notes et références ».
Albums de Phenix
Sacred Fire Immortal Flame
Wings of Fire est le 2e album studio du groupe Phenix, paru en 2004.

## Titres
1. The Pilgrimage - 3 min 07 s
2. Babylon - 6 min 37 s
3. Firewings - 3 min 07 s
4. Trial by Fire - 3 min 23 s
5. The Fifth Dimension - 7 min 09 s
6. Still of the Night - 6 min 32 s
7. Blood in the Arena - 4 min 02 s
8. Rebellion - 4 min 45 s
9. Still Believe - 3 min 51 s
10. Time to Live - 5 min 12 s
11. The Last Ride - 5 min 23 s
12. Guardians of Metal - 3 min 21 s
13. The Quest Goes Ever On... - 17 min 58 s

Auteur : Bertrand Gramond. Compositeurs : Sébastien Trève (4, 7, 9 et 13), Anthony Phelippeau (4), Olivier Garnier (1, 2, 5, 8, 10 et 11) et Bertrand Gramond (3 et 12).

## Formation
- Eric Brézard-Oudot : batterie
- Olivier Garnier : guitares
- Anthony Phelippeau : basse
- Bertrand Gramond : chant
- Sébastien Trève : guitares